# Roy Nelson
Roy Nelson (* 20. Juni 1976 in Las Vegas) ist ein US-amerikanischer Mixed-Martial-Arts-Kämpfer. Er war Schwergewichts-Titelträger der International Fight League, wurde im Jahr 2009 Sieger der zehnten Staffel von The Ultimate Fighter und trat bis April 2017 in der Ultimate Fighting Championship an, bevor er zu Bellator wechselte. Seine Kampfstatistik beträgt 23 Siege und 18 Niederlagen in 41 Kämpfen (Stand April 2020). Nelsons Ringname ist Big Country.

## Karriere

### Anfänge und International Fight League
In der High School war Nelson Ringer und spielte Football und Baseball. Daneben trainierte er Karate und Kung Fu und im Jahr 2000 begann er mit Jiu Jitsu. Seine ersten zwei MMA-Kämpfe hatte er am 17. April 2004 beim Veranstalter Rage on the River, wo er beide Gegner bezwingen konnte. Nach vier weiteren Siegen, unter anderem bei World Extreme Fighting, musste er im Dezember 2006 beim Bodog Fight - Clash of the Nations seine erste Niederlage hinnehmen, eine Punktentscheidung. Am 19. Januar 2007 bestritt er seinen ersten Kampf in der IFL. Nach einem weiteren Engagement für Bodog sollte er in Folge bei der IFL verbleiben. Er besiegte Mario Rinaldi und musste dann gegen Ben Rothwell seine zweite Punkte-Niederlage einstecken. Über drei darauf folgende Siege kam es am 29. Dezember 2007 zum Schwergewichts-Titelkampf gegen Antoine Jaoude. Nelson gewann durch KO kurz nach Beginn der zweiten Runde und wurde IFL Heavyweight Champion. Er verteidigte diesen Titel gegen Fabiano Scherner und Brad Imes, beide Male durch TKO in der ersten Runde.

### Nach der IFL
Nachdem die IFL außer Betrieb gegangen war, trat Nelson an einer Veranstaltung von Elite Xtreme Combat am 4. Oktober 2008 gegen Andrei Arlovski an und ging in der zweiten Runde KO. Sein nächster Kampf, gegen Jeff Monson am 21. März 2009 bei Square Ring Promotions - March Badness, brachte ihm eine Niederlage nach Punkten ein.

### Ultimate Fighting Championship
Darauf ließ sich Roy Nelson für die zehnte Staffel von The Ultimate Fighter als Kämpfer verpflichten. Dort trat er in der Preliminary Round in einem vielbeachteten Kampf gegen Kimbo Slice an und besiegte ihn durch TKO. Im Finale am 5. Dezember 2009 traf er auf Brendan Schaub, den er in der ersten Runde KO schlug. Damit wurde Roy Nelson Sieger der Staffel und gewann einen Vertrag mit der UFC. In seinem ersten daraus resultierenden Kampf besiegte er am 31. März 2010 Stefan Struve durch TKO nach 39 Sekunden. Als Nächstes musste er am 7. August 2010 gegen Junior dos Santos antreten, was ihm eine Punkteniederlage einbrachte. Nelson war in der UFC schon bald für seine Schlagkraft gefürchtet und feierte zahlreiche Knockout-Siege. Für einen Titelkampf reichte es jedoch nie, da er an den großen Gegnern regelmäßig scheiterte. Am 20. September 2014 ging Nelson gegen Mark Hunt erstmals selbst KO.